# Нойфарн-бай-Фрайзінг
Нойфарн-бай-Фрайзінг (нім. Neufahrn bei Freising) — громада в Німеччині, розташована в землі Баварія. Підпорядковується адміністративному округу Верхня Баварія. Входить до складу району Фрайзінг.
Площа — 45,51 км2. Населення становить 20 058 ос. (станом на 31 грудня 2020).